# Principia Mathematica
Cet article concerne l'œuvre d'Alfred North Whitehead et Bertrand Russell. Pour l'œuvre d'Isaac Newton, voir Philosophiæ naturalis principia mathematica.
Ne doit pas être confondu avec The Principles of Mathematics.
Les Principia Mathematica sont une œuvre en trois volumes d'Alfred North Whitehead et Bertrand Russell, publiés en 1910-1913. Cette œuvre a pour sujet les fondements des mathématiques. Avec en particulier l'idéographie de Gottlob Frege, c'est un ouvrage fondamental, dans la mesure où il participe de façon décisive à la naissance de la logique moderne.

## Origine et publication
Entre 1898 et 1903, Whitehead travaille à l'édition d'un deuxième volume de son Treatise on Universal Algebra (de). Il se rend compte que son approche est similaire à celle que choisit Russell dans le deuxième volume des Principles of Mathematics, ouvrage lui aussi en projet. Ils décident donc de ne pas publier leurs travaux personnels et de travailler ensemble.
Après près de dix ans, ils soumettent leurs travaux pour publication à la Cambridge University Press. Cette dernière estimant perdre 600 £, dont 300 qu'elle accepte de prendre en charge, et la Royal Society accordant 200 £, Russell et Whitehead doivent apporter chacun une contribution personnelle de 50 £ ,.

## Contenu
Les Principia englobent la théorie des ensembles, avec les nombres cardinaux et ordinaux, ainsi que les nombres réels. Des théorèmes plus avancés de l'analyse réelle n'ont pas été inclus. Un quatrième volume était initialement prévu, mais n'a jamais été réalisé.
Ils utilisent une notation logique développée par Peano, bien qu’elle ait été réadaptée, dans l'optique de rendre le contenu du livre plus clair, et plus concis.

### Preuve de 1+1=2

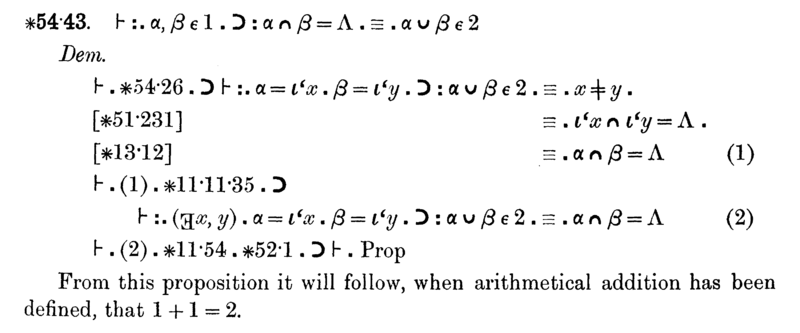
✸54.43 […] « De cette proposition il suivra, quand l'addition arithmétique aura été définie, que 1 + 1 = 2. » — vol. I, 1re éd., p. 379(2e éd., p. 362 ; éd. abrégée, p. 360).

Plusieurs centaines de pages précèdent la preuve de cette proposition très célèbre de mathématiques, qui peut être trouvée à la page 379 du Volume I de la 1re édition.
Dans son langage mathématique, la section en question se propose de démontrer que « si deux ensembles α et β n'ont qu'un seul élément (respectivement x et y), alors dire qu'ils n'ont pas d'élément en commun (x est différent de y) est équivalent à dire que leur réunion contient deux éléments (x et y). »
La preuve  que 1 + 1 = 2 est véritablement complétée dans le Volume II (1re édition), à la page 86, accompagné du commentaire « The above proposition is occasionally useful » (« la proposition ci-dessus peut parfois être utile »). Ils poursuivent en disant « Elle est utilisée au moins trois fois, en ✸113.66 et ✸120.123.472 ».

## Édition résumée
Une édition résumée a paru à mi-chemin entre l'œuvre complète et le livre moins technique de 1919 de Russell,,, Introduction à la philosophie mathématique. En 1925, les auteurs ont ajouté une Introduction à la Deuxième édition, un Appendice A (qui s'est substitué au ✸9) et un nouvel Appendice C.

## Importance du traité
Les Principia sont considérés comme un des livres les plus influents de l'histoire de la logique, comparable en cela à l'Organon d'Aristote. Il a joué un rôle moteur dans la recherche sur les fondements des mathématiques. Dans sa critique du livre, Godfrey Harold Hardy reconnaît l'importance du contenu et même le style d'écriture, tout en admettant que c'est un livre que bien peu de personnes liront intégralement et que les notations utilisées sont de nature à rebuter la majorité des lecteurs, y compris les mathématiciens eux-mêmes.
La Modern Library l'a classé 23e sur une liste comprenant les cent livres non fictionnels anglais les plus importants du vingtième siècle.
Le traité essaye de déduire tous les théorèmes mathématiques à partir d'une liste bien définie d'axiomes et de règles de déduction, en utilisant un langage logique-symbolique particulier.
Un des buts des Principia est de résoudre les paradoxes qui apparaissaient dans Les Fondements de l'arithmétique de 1884 de Gottlob Frege, et qui ont été mis en évidence par le paradoxe de Russell de 1901. La « théorie des types logiques » résout ce paradoxe de la façon suivante : un ensemble est différent, ontologiquement, de ses éléments, donc un ensemble ne peut appartenir à lui-même.

## Bases théoriques
Contrairement à une théorie formaliste, la théorie « logiciste » des Principia Mathematica n'a pas « précisé la syntaxe du formalisme ». Les interprétations de cette théorie (au sens de la théorie des modèles) sont présentées en termes de valeurs de vérité, notamment avec les symboles « ⊢ » (affirmation de la vérité), « ~ » (non logique), et « V » (OU inclusif).

### Construction contemporaine d'une théorie formelle
La théorie formaliste suivante est présentée en contraste de la théorie logiciste des Principia Mathematica. Un système formel contemporain serait construit comme suit:
1. Symboles utilisés : Cet ensemble est l'ensemble de départ, d'autres symboles peuvent être créés, mais seulement par la définition des symboles de départ. Un ensemble de départ pourrait être l'ensemble suivant dérivé de Kleene, 1952: symboles logiques «→» (implique, SI-ALORS, «⊃»), «&» (et), «V» (ou), «¬» (non) , «∀» (pour tous), «∃» (il existe); symbole de prédicat «=» (égal); symboles de fonction «+» (addition arithmétique), «∙» (multiplication arithmétique), « ' » (successeur); symbole individuel «0» (zéro); les variables «a», «b», «c», etc .; et les parenthèses «(» et «)»[16].
2. Symbole de chaînes : La théorie va construire des «chaînes» de symboles par concaténation (juxtaposition)[17].
3. Règles de formation : La théorie spécifie les règles de syntaxe comme une définition récursive qui commence par «0» et précise comment construire des « formules bien formées » (fbfs)[18]. Cela comprend une règle de «substitution»[19].
4. Règle(s) de transformation: Axiomes qui spécifient les comportements des symboles et des séquences de symboles.
5. Règle d'inférence, modus ponens : Règle permettant à la théorie d'obtenir une «conclusion» à partir de «prémisses», et par la suite de se défaire des «prémisses» (symboles à gauche de la ligne │ ou au-dessus de la ligne, si horizontale). En effet, après l'application du modus ponens, il ne reste que la conclusion.

Les théories contemporaines spécifient souvent leur premier axiome, le modus ponens ou la «règle de détachement» :
A, A ⊃ B │ B
Le symbole «│» est habituellement représenté par une ligne horizontale, ici «⊃» signifie «implique». Les symboles A et B sont des variables ; cette forme de notation est appelée un «schéma d'axiome». Ceci peut être lu ainsi : SI A et A implique B ALORS B pour ainsi retenir B pour une utilisation ultérieure. Mais les symboles n'ont pas d'«interprétation» (c.-à.-d., pas de «table de vérité», de «valeur de vérité» ou de «fonction de vérité») et le modus ponens procède mécaniquement, par grammaire seulement.

### Construction
La théorie des Principia Mathematica possède de nombreuses similitudes avec les théories formelles modernes. Kleene a déclaré que «cette déduction des mathématiques de la logique a été présenté comme une axiomatique intuitive. Les axiomes étaient destinés à être acceptés comme des hypothèses plausibles décrivant le monde». En effet, contrairement à une théorie formaliste qui manipule les symboles selon des règles de syntaxe, Les Principia Mathematica ont introduit la notion de «valeurs de vérité», c.-à.-d., la vérité et la fausseté dans leur sens réel, et l'«affirmation de la vérité» prend place dans les cinquième et sixième éléments de la structure de la théorie. (PM 1962:4–36):
1. Variables
2. Utilisation de lettres
3. Fonctions fondamentales des propositions : la «Fonction Contradictoire» est symbolisée par «~» et la «Fonction Disjonctive» est symbolisée par «v» étant pris comme une implication primitive et logique, définie par p ⊃ q .=. ~ p ∨ q Df. (PM 1962:11), et le produit logique défini par  p . q .=. ~(~p ∨ ~q) Df. (PM 1962:12)
4. Équivalence : Les équivalences logiques, (et non pas arithmétiques): «≡» donnent une démonstration de comment les symboles sont utilisés, à savoir, «Ainsi ' p ≡ q ' signifie '(p ⊃ q) . (q ⊃ p)'.» (PM 1962:7).»
l'équivalence logique apparaît à nouveau comme une définition :  p ≡ q .=. (p ⊃ q) . (q ⊃ p) (PM 1962:12),
On peut noter l'apparition des parenthèses. Cet usage grammatical n'est pas spécifié et apparaît régulièrement ; les parenthèses jouent un rôle important dans les chaînes de symboles.
5. Valeurs de vérité : «La 'valeur de vérité' d'une proposition est vrai si celle-ci est vraie, et est un mensonge si elle est fausse» (cette citation est de Frege) (PM 1962:7)
6. Signe d'affirmation : «'⊦'. p peut être lu 'il est vrai que' ... ainsi '⊦: p .⊃. q ' signifie : il est vrai que p implique q ', tandis que '⊦. p .⊃⊦. q ' signifie : p est vrai; par conséquent q est vrai'.» (PM 1962:92).
7. Inférence : la version du modus ponens des Principia Mathematica est la suivante: «[Si] '⊦. p' et '⊦ (p ⊃ q)» ont eu lieu, alors' ⊦. q'.» (PM 1962: 9).
8. L'Utilisation des Points
9. Définitions : Celles-ci utilisent le signe «=» avec «Df» à la fin des expressions, à droite.
10. Résumé des déclarations précédentes : discussion brève des idées primitives «~ p» et «p ∨ q» et «⊦» préfixé à une proposition.
11. Propositions primitives : Axiomes ou postulats. Cela a été modifié de façon significative dans la seconde édition.
12. Fonctions propositionnelles : La notion de «proposition» a été modifiée lors la seconde édition, incluant l'introduction des propositions «atomiques» liées par des signes logiques pour former des propositions «moléculaires», et l'utilisation de la substitution des propositions moléculaires en propositions atomiques ou moléculaires dans le but de créer de nouvelles expressions.
13. Le rang des valeurs et la variation totale
14. Affirmation ambiguë et variable réelle : Cette section et les deux suivantes ont été modifiées ou abandonnées dans la 2e édition. En particulier, la distinction entre les concepts définis dans les sections 15 Définition et variable réelle et 16 Propositions de connexion réelles et variables apparentes ont été abandonnés dans la deuxième édition.
15. Implication formelle et équivalence formelle
16. Identité
17. Classes et relations
18. Diverses fonctions descriptives des relations
19. Fonctions descriptives
20. Classes d'unité

### Idées primitives
Cf. PM 1962:90–94, première édition:
- (1) Propositions élémentaires.
- (2) Propositions élémentaires de fonctions.
- (3) Affirmation : introduction des notions de «vérité» et de «fausseté».
- (4) Affirmation d'une fonction propositionnelle.
- (5) Négation : «Si p est une proposition, la proposition «non-p» ou «p est faux», sera représenté par «~ p» ».
- (6) Disjonction : «Si p et q sont des propositions, la proposition «p ou q», c'est-à-dire, soit p est vrai, soit q est vrai, « et sera représenté par «p ∨ q» ».
- (cf. section B).

### Propositions primitives
La première édition débute avec la définition du symbole «⊃».
✸1.01. p ⊃ q .=. ~ p ∨ q. Df.
✸1.1. Tout ce qui est impliqué par une proposition élémentaire vraie est vrai. Pp modus ponens
(✸1.11 a été abandonné dans la deuxième édition.)
✸1.2. ⊦: p ∨ p .⊃. p. Pp principe de la tautologie
✸1.3. ⊦: q .⊃. p ∨ q. Pp principe d'addition
✸1.4. ⊦: p ∨ q .⊃. q ∨ p. Pp principe de permutation
✸1.5. ⊦: p ∨ ( q ∨ r ) .⊃. q ∨ ( p ∨ r ). Pp principe associatif
✸1.6. ⊦:. q ⊃ r .⊃: p ∨ q .⊃. p ∨ r. Pp principe de sommation
✸1.7. Si p est une proposition élémentaire, alors ~p est une proposition élémentaire. Pp
✸1.71. Si p et q sont des propositions élémentaires, alors p ∨ q est une proposition élémentaire. Pp
✸1.72. Si φp et ψp sont des fonctions élémentaires qui prennent des propositions élémentaires comme arguments, alors φp ∨ ψp est une proposition élémentaire. Pp
Avec l'«Introduction à la Seconde Édition», l'annexe A de la seconde édition a abandonné la section entière ✸9. Cela comprend six propositions primitives de ✸9 à ✸9.15 avec les axiomes de réductibilité.
La théorie révisée est rendue difficile par l'introduction de la barre de Sheffer («|») qui symbolise l'«incompatibilité» (c.-à-d., si les deux propositions élémentaires p et q sont vraies, leur «barre» p | q est fausse), le NON-ET logique contemporain. Dans la théorie révisée, l'introduction présente la notion de la «proposition atomique», une «donnée» qui «appartient à la partie philosophique de la logique». Celles-ci n'ont pas de composant, et ne contiennent pas les notions «tout» ou «certains». Par exemple: «c'est rouge», ou «celui-là est plus récent que celui-ci». Les Principia Mathematica ont alors «évolué vers les propositions moléculaires» qui sont toutes liées par la «barre». Les définitions donnent des équivalences pour «~», «∨», «⊃», et «.».
La nouvelle introduction définit les «propositions élémentaires» comme des positions atomiques et moléculaires rassemblées. Il remplace alors toutes les propositions primitives de ✸1.2 à ✸1.72 avec une seule proposition en termes de barre:
«Si p, q, r sont des propositions élémentaires, soit p et p|(q|r), nous pouvons en déduire r. C'est une proposition primitive.»
La nouvelle introduction maintient la notation «il existe» (maintenant écrite «parfois vrai») et «pour tout» (écrite «toujours vrai»). L'Annexe A a renforcé la notion de «matrice» et de «fonction prédicative» (une «idée primitive», PM 1962: 164).

## Notation
« La notation de ce travail a été remplacée par le développement ultérieur de la logique au cours du XXe siècle, dans la mesure où un néophyte aurait du mal à lire les Principia Mathematica » ; tandis qu'une grande partie du contenu symbolique peut être converti en notation moderne, la notation originale est elle-même « un sujet de litige scientifique. »
Kurt Gödel a durement critiqué cette notation :
«Il est regrettable que cette première présentation complète et approfondie d'une logique mathématique manque tellement de précision formelle dans les fondations, et qui représente à cet égard un pas en arrière par rapport à Frege. Ce qui manque, surtout, est une déclaration précise de la syntaxe du formalisme».
Ceci se reflète dans l'exemple ci-dessous des symboles «p», «q», «r» et «⊃» qui peuvent être formés dans la chaîne «p ⊃ q ⊃ r». Les PM exigent une définition de ce que signifie cette chaîne de symboles par d'autres symboles; en logique moderne, les «règles de formation» (règles syntaxiques conduisant à des «formules bien formées») auraient empêché la formation de cette chaîne.
Source de la notation : Chapitre I «Explications préliminaires des idées et Notations» commence par la source des parties élémentaires de la notation (les symboles =, ⊃, ≡, −, Λ, V, ε, et le système de points) :
«La notation adoptée dans ce travail est basé sur celle de Peano, et les explications qui suivent sont dans une certaine mesure basées sur le modèle de celles qu'il expose dans son Formulario Mathematico [à savoir, Peano 1889]. Son utilisation des points comme parenthèses est adoptée» (PM 1927:4).
Les Principia mathematica ont changé le signe de Peano Ɔ en ⊃, et ont également adopté plus tardivement quelques-uns des symboles de Peano, comme ℩ et ι, avec l'habitude de Peano de retourner les lettres à l'envers.
Les PM adoptent le signe d'assertion «⊦» du Begriffsschrift de 1879 de Frege:
«Il peut être lu 'il est vrai que'»
Ainsi, pour affirmer une proposition p, on écrit:
«⊦. p.» (PM 1927:92)
(Remarquez que, comme dans l'original, le point gauche est carré et d'une plus grande taille que le point droit.)
La majeure partie du reste de la notation des PM a été inventée par Whitehead.

### Une introduction à la notation de «Section A Logique Mathématique» (formules ✸1–✸5.71)
L'utilisation des points du PM est similaire à celle des parenthèses. Chaque point (ou un point multiple) représente une parenthèse soit à gauche, soit à droite, soit le symbole logique ∧. Les points multiples représentent la «profondeur» des parenthèses, par exemple, «.» «:» ou «:.», «::». Cependant, la position de la correspondance entre la parenthèse droite ou gauche n'est pas indiquée explicitement avec cette notation, mais doit être déduite de certaines règles qui sont confuses, et parfois ambiguës. En outre, lorsque les points représentent le symbole logique ∧, ses opérandes gauche et droite doivent être déduits en utilisant des règles similaires. Tout d'abord, on doit décider en fonction du contexte si les points représentent une parenthèse, ou un symbole logique. Ensuite, il faut décider jusqu'où l'autre parenthèse correspondante se situe : il faut poursuivre cette recherche jusqu'à ce que l'on rencontre, soit un plus grand nombre de points, soit le même nombre de points suivants qui ont une «force» égale ou supérieure, ou qui se situent à la fin de la ligne. Les points situés à côté des signes ⊃, ≡, ∨, = Df ont plus de force que les points à côté de (x), (∃x) et qui ont eux-mêmes plus de force que les points indiquant un produit logique ∧.
Exemple 1. La ligne
✸3.12. ⊢ : ~p . v . ~q . v . p . q
correspond à
(((~p) v (~q)) v (p ∧ q))
où le taquet représente les parenthèses extérieures, les deux points suivants représentent les parenthèses autour de ~p et ~q, le troisième point représente les parenthèses autour de p ∧ q, le quatrième point représente le symbole logique ∧ plutôt qu'une paire de parenthèses.
Exemple 2, avec des doubles, triples, et quadruples points :
✸9.521. ⊢ : : (∃x). φx . ⊃ . q : ⊃ : . (∃x). φx . v . r : ⊃ . q v r
signifie
((((∃x)(φx)) ⊃ (q)) ⊃ ((((∃x) (φx)) v (r)) ⊃ (q v r)))
Exemple 3, avec un double point indiquant un symbole logique (volume 1, page 10) :
p⊃q:q⊃r.⊃.p⊃r
signifie
(p⊃q) ∧ ((q⊃r)⊃(p⊃r))
où le double point représente le symbole logique ∧, et son opérande droite se compose de tout ce qui suit, car il possède une force supérieure à celles des points seuls. Plus loin dans la section ✸14, les crochets «[]» apparaissent, et dans les sections ✸20 et plus, les accolades «{ }» apparaissent. Malheureusement, le point seul (mais aussi «:», «:.», «::», Etc.) sont également utilisés pour symboliser un «produit logique» (le ET logique moderne, souvent symbolisé par «&» ou par «∧»).
L'implication logique est représentée par «Ɔ» (par Peano) simplifié en «⊃», la négation logique est symbolisée par un tilde allongé, à savoir, «~» (le «¬» contemporain), le OU logique par «v». Le symbole «=», conjointement avec «Df» est utilisé pour indiquer «est défini comme», alors que dans les sections ✸13 et plus, «=» est défini comme étant (mathématiquement) «identique», à savoir, l'«égalité» mathématique contemporaine. l'équivalence logique est représentée par «≡» (le «si et seulement si» contemporain); les fonctions propositionnelles «élémentaires» sont écrites de manière contemporaine, par exemple, «f(p)», mais plus tard, les parenthèses seront supprimées, par exemple, «φx», «χx», etc.
Exemple, les PM ont introduit la définition du terme «produit logique» comme suit :
✸3.01. p . q .=. ~(~p v ~q) Df.
où «p . q» est le produit logique de p et q.
✸3.02. p ⊃ q ⊃ r .=. p ⊃ q . q ⊃ r Df.
Cette définition sert simplement à abréger les preuves.
Traduction des formules en symboles contemporains : Divers auteurs utilisent des symboles atlernatifs, donc aucune traduction définitive ne peut être donnée. Toutefois, en raison des critiques comme celle de Kurt Gödel ci-dessus, les meilleures traductions contemporaines seront très précises en ce qui concerne les «règles de formation» (syntaxe) des formules. La première formule pourrait être convertie en symboles modernes comme suit :
(p & q) =df (~(~p v ~q))
ou encore
(p & q) =df (¬(¬p v ¬q))
ou encore
(p ∧ q) =df (¬(¬p v ¬q))
etc.
La seconde formule peut être convertie comme suit :
(p → q → r) =df (p → q) & (q → r)
Mais notez que ce n'est pas (logiquement) équivalent à (p → (q → r)), ni à ((p → q) → r), ces deux formules ne sont pas logiquement équivalentes entre elles non plus.

### Une introduction à la notation de «Section B Théorie des variables apparentes» (formules ✸8–✸14.34)
Ces sections concernent ce qui est maintenant connu comme le calcul des prédicats et la logique des prédicats avec l'identité (égalité).
- N.B. : à la suite de nombreuses critiques et progrès, la deuxième édition du PM (1927) a remplacé le point ✸9 avec un nouveau ✸8 (Annexe A). Cette nouvelle section élimine la distinction de la première édition entre les variables réelles et apparentes, et élimine «l'idée primitive de l''affirmation d'une fonction propositionnelle'. Pour ajouter de la complexité au traitement, ✸8 introduit la notion de «matrice», et de la barre de Sheffer:

- Matrice : Dans l'usage contemporain, la matrice des PM est une table de vérité.
- Barre de Sheffer : NON-ET logique contemporaine.

Section ✸10 : Les «opérateurs» universels et existentiels : Les PM ajoutent «(x)» pour représenter le symbole contemporain universel «pour tous x» ou «∀x», et il utilise un E renversé pour représenter «il existe un x tel que», ou «(Ǝx)». La notation typique serait similaire à ce qui suit :
«(x) . φx» signifie «pour toutes valeurs de la variable x, la fonction φ est vraie»
«(Ǝx) . φx» signifie «pour certaines valeurs de la variable x, la fonction φ est vraie»
Sections ✸10, ✸11, ✸12 : Propriétés d'une variable étendue à tous les individus : la section ✸10 introduit la notion de «propriété» d'une «variable». Les PM donnent cet exemple: φ est une fonction qui indique «est un grec», et ψ indique «est un homme», et χ indique «est un mortel», ces fonctions s'appliquent ensuite à une variable x. Les PM peuvent maintenant écrire, et évaluer :
(x) . ψx
La notation ci-dessus signifie «pour tout x, x est un homme». Étant donné un ensemble d'individus, on peut évaluer cet ensemble grâce à la formule ci-dessus. Par exemple, compte tenu de l'ensemble restreint d'individus {Socrate, Platon, Russell, Zeus}, elle échouera pour:
(x) . φx
parce que Russell n'est pas grec. Et pour
(x) . χx
parce que Zeus n'est pas mortel.
Équipé de cette notation, les PM peuvent créer des formules pour exprimer ce qui suit: «Si tous les Grecs sont des hommes, et si tous les hommes sont mortels, alors tous les Grecs sont mortels». (PM 1962: 138)
(x) . φx ⊃ ψx :(x). ψx ⊃ χx :⊃: (x) . φx ⊃ χx
Un autre exemple: la formule:
✸10.01. (Ǝx). φx . = . ~(x) . ~φx Df.
signifie «Les symboles représentant l'affirmation 'Il existe au moins un x qui satisfait la fonction φ' est définie par les symboles représentant l'affirmation 'Il n'est pas vrai que, compte tenu de toutes les valeurs de x, il n'existe pas de valeur de x satisfaisant φ'».
Les symboles ⊃x et «≡x» apparaissent dans ✸10.02 et ✸10.03. Les deux sont des abréviations pour l'universalité (pour tout). La notation contemporaine aurait simplement utilisé les parenthèses en dehors du signe d'égalité («=»):
✸10.02 φx ⊃x ψx .=. (x). φx ⊃ ψx Df
Notation contemporaine: ∀x(φ(x) → ψ(x))
✸10.03 φx ≡x ψx .=. (x). φx ≡ ψx Df
Notation contemporaine: ∀x(φ(x) ↔ ψ(x))
Les PM attribue le premier symbole à Peano.
La section ✸11 applique ce symbole à deux variables. Ainsi, les notations suivantes : ⊃x, ⊃y, ⊃x, pourraient tous apparaître dans une formule unique.
La section ✸12 réintroduit la notion de «matrice» (table de vérité), de types logiques, et en particulier les notions de fonctions et propositions du premier et second ordre.
Le nouveau symbolisme «φ ! x» représente une valeur d'une fonction de premier ordre. Si un accent circonflexe «＾» est placé sur une variable, alors celle-ci est une valeur «individuelle» de y.
Maintenant équipé de la notion de matrice, les PM peuvent affirmer leur axiome de réductibilité controversé : une fonction d'une ou deux variables où toutes ses valeurs sont données (ie, dans sa matrice) est (logiquement) équivalent («≡») à une fonction «prédicative» des mêmes variables. La définition d'une variable est donnée ci-dessous à titre d'illustration de la notation (PM 1962: 166-167):
✸12.1 ⊢: (Ǝ f): φx .≡x. f ! x Pp;
Pp est une «Proposition primitive» («Proposition supposée sans preuve»).
Cela signifie que : «Nous affirmons la vérité de ce qui suit : Il existe une fonction f avec la propriété que : étant donné toutes les valeurs de x, leurs évaluations dans la fonction φ (c'est-à-dire, résultant de leur matrice) est logiquement équivalente à une certaine valeur de f (et vice-versa, donc l'équivalence logique).». Autrement dit, étant donné une matrice déterminée par la propriété φ appliquée à la variable x, il existe une fonction f qui, lorsqu'elle est appliquée à x est logiquement équivalente à sa matrice. Ou encore : chaque matrice φx peut être représentée par une fonction f appliquée à x, et vice versa.
✸13: L'opérateur d'identité «=»  : Celui-ci est une définition qui utilise le signe de deux manières différentes, comme indiqué par la citation des PM :
✸13.01. x = y .=: (φ): φ ! x . ⊃ . φ ! y Df
signifie:
«Cette définition indique que x et y sont dis identiques lorsque chaque fonction prédicative satisfaite par x est également satisfaite par y... Notez que le deuxième signe d'égalité dans la définition ci-dessus est combiné avec «Df», et n'est donc pas vraiment le même symbole que le signe de l'égalité qui est définie.»
Le signe d'inégalité «≠» fait son apparition en tant que définition dans ✸13.02.
✸14: Descriptions :
«Une description est une expression de la forme «le terme y satisfait φŷ; où φŷ est une fonction satisfaite par un et un seul argument.» À partir de cela, Les PM emploient deux nouveaux symboles, un «E» et un iota inversé «ɿ». Voici un exemple :
✸14.02. E ! ( ɿy) (φy) .=: ( Ǝb):φy . ≡y . y = b Df

### Introduction à la notation de la théorie des classes et des relations
Le texte saute de la section ✸14 directement aux sections fondamentales ✸20 THÉORIE GÉNÉRALE DES CLASSES et ✸21 THÉORIE GÉNÉRALE DES RELATIONS. Les «relations» sont ce qui est connu dans la théorie des ensembles contemporaine comme des ensembles de paires ordonnées. Les sections ✸20 et ✸22 introduisent un grand nombre de symboles encore utilisés aujourd'hui. Ceux-ci comprennent les symboles «ε», «⊂», «∩», «∪», «-», «Λ», et «V»: où «ε» signifie «est un élément de» (PM 1962: 188); «⊂» (✸22.01) signifie «est contenue dans», «est un sous-ensemble de»; «∩» (✸22.02) représente le produit logique de classes (ensembles); «∪» (✸22.03) représente la somme logique de classes (ensembles); «-» (✸22.03) signifie la négation d'une classe (ensemble); «Λ» signifie la classe nulle; et «V» signifie la classe ou l'univers du discours universel.
Les petites lettres grecques (autre que «ε», «ι», «π», «φ», «ψ», «χ», et «θ») représentent les classes (par exemple, «α», «β», «γ», «δ», etc.) (PM 1962:188)
x ε α
« L'utilisation d'une seule lettre à la place des symboles tels que ẑ(φz) ou ẑ(φ ! z) est pratiquement indispensable, car sinon la notation devient rapidement intolérablement incommode. Ainsi, 'x ε α' voudra dire ' x est un membre de la classe α'». (PM 1962:188)
α ∪ –α = V
La somme d'un ensemble et son inverse est un ensemble universel (fini).
α ∩ –α = Λ
Le produit d'un ensemble et son inverse est un ensemble nulle (vide).
Appliquée aux relations dans la section ✸23 CALCUL DES RELATIONS, les symboles «⊂», «∩», «∪» et «-» acquièrent un point : par exemple: «⊍», «∸».
La notion et la notation d'une «classe» (ensemble) : La première édition des PM affirme qu'il n'y a pas de nouvelles idées primitives nécessaires pour définir ce qu'on entend par «une classe», et seulement deux nouvelles «propositions primitives» appelées les axiomes de réductibilité (en) pour les classes et les relations respectivement (PM 1962: 25). Mais avant que cette notion soit définie, les PM affirment qu'il est nécessaire de créer une notation particulière «ẑ(φz)» qu'il appelle un «objet fictif». (PM 1962: 188)
⊢: x ε ẑ(φz) .≡. (φx)
« c;-à-d., 'x est un membre de la classe déterminée par (φẑ)' est [logiquement] équivalent à 'x satisfait (φẑ),' ou '(φx) est vrai.' ». (PM 1962: 25)
Les PM peuvent exposer au lecteur comment ces objets fictifs se comportent, parce que «Une classe est entièrement déterminée lorsque sa composition est connue, à savoir qu'il ne peut y avoir deux classes différentes ayant la même composition» (PM 1962: 26). Ceci est symbolisé par l'égalité suivante (similaire au ✸13.01 ci-dessus) :
ẑ(φz) = ẑ(ψz) . ≡ : (x): φx .≡. ψx
«Cette dernière est la caractéristique distinctive des classes, et nous justifie dans le traitement de ẑ(ψz) que la est classe déterminée par [la fonction] ψẑ.» (PM 1962:188) Autre notation :
φx ≡x ψx .⊃. (x): ƒ(φẑ) ≡ ƒ(ψẑ) (PM 1962:xxxix)
«SI pour toutes les valeurs de x les valeurs de vérité des fonctions φ et ψ de x sont [logiquement] équivalentes, ALORS la fonction ƒ d'un φẑ donné et ƒ de ψẑ sont [logiquement] équivalentes.»